# Тібіле Драме
Тібіле Драме (9 червня 1955, Ніоро дю Сахель — 12 серпня 2025) — малійський політик. Міністр закордонних справ Малі (1991—1992) та (2019—2020).

## Життєпис
Навчався у Національній вищій школі Малі в Бамако, згодом у Паризькому університеті.
У 1977—1980 роках лідер Малійського національного студентського союзу, який критикував правління Муса Траоре. Драме кілька разів був заарештований та ув'язнений за свою опозиційну діяльність. Він покинув країну і втік до Європи, де у 1988—1991 роках працював у Amnesty International. Він проводив дослідження прав людини у Західній Африці.
Драма повернулася до Малі в 1991 році, коли Амаду Тумані Туре скинув військове правління Муса Траоре. Він став міністром закордонних справ у Тимчасовому уряді в 1991—1992 роках. Він також приєднався до Національного конгресу демократичної ініціативи. Як журналіст, у 1992 р. Драма також заснував тижневик Le républicain.
У 1995 році він став консультантом ООН з прав людини в Бурунді. Того ж року, після внутрішньопартійного конфлікту, він покинув Національний конгрес і заснував нову групу — Партію національного оновлення, у якій він став генеральним секретарем у листопаді 1999 року.
У 1997 році він був обраний місцевою асамблеєю в Ніоро дю Салех. У 2001 році він став главою Західноафриканського економічного та валютного союзу (UEMOA). У квітні 2002 року він взяв участь у президентських виборах у Малі, набравши 4 % голосів. 18 лютого 2007 року він був висунутий кандидатом від партії PARENA на президентських виборах у квітні 2007 року. На цих виборах 29 квітня 2007 року він посів третє місце з підтримкою 3,04 %.
На початку 2009 року Тібелі Драме був призначений спеціальним посланцем ООН у конфлікті на Мадагаскарі.
З 6 травня 2019 року Тібіле Драме обіймає посаду міністра закордонних справ в уряді Малі в рамках політичної угоди, підписаної більшістю та опозицією.